# 미라이 아카리
미라이 아카리(일본어: ミライアカリ)는 ENTUM 주식회사가 제작하고 일본의 버추얼 유튜버 음악 아티스트다.
현재는 프리랜서이다.

## 내력
공식 일러스트는 하츠네 미쿠로 유명한 KEI가 담당했다.
기억상실 컨셉. 다만 일상편에선 잘 활용되는 설정은 아니고, 스스로에 대해(좋아하는 것, 싫어하는 것 등) 말할 때 "아무것도 모른다"고 하면서 종종 언급되는 수준에 그친다. 그런데 이 설정의 영향인지 어째 회차를 거듭할수록 바보 같은 면이 자주 드러나는 바람에, 시청자들로부터 '버츄얼 예능인(バーチャル芸人)'이라는 별명을 받게 되었다.